# Lucas Viatri
Lucas Ezequiel Viatri (* 29. März 1987 in Partido Tres de Febrero) ist ein ehemaliger argentinischer Fußballspieler.

## Leben

### Herkunft und Privatleben
Viatri wuchs im Partido Tres de Febrero auf, der sich im Ballungsraum der argentinischen Hauptstadt Buenos Aires unmittelbar westlich der Kernstadt erstreckt.
Nach Viatris Debüt für den CA Boca Juniors im Mai 2008 erkannte ein Friseur aus Partido Morón in ihm einen der bewaffneten Räuber, die ihn am 20. März gleichen Jahres überfallen und dabei 5000 Pesos, Haarscheren und teure Rasierer gestohlen hatten. Viatri hatte ihn während der Tat mit einer Handfeuerwaffe bedroht, was von mehreren Zeugenaussagen und den Bildern einer Überwachungskamera bestätigt wurde. Nach Hausdurchsuchungen unter anderem bei seinem Bruder kam Lucas Viatri für 30 Tage in Untersuchungshaft. Am Ende einer längeren rechtlichen Auseinandersetzung stimmte Viatri schließlich einer Strafaussetzung zur Bewährung zu, vermied auf diese Weise eine mündliche Gerichtsverhandlung und galt gemäß argentinischem Recht als nicht vorbestraft. Gleichwohl musste er als Teil dieser Vereinbarung eine Geldbuße zahlen, das Opfer finanziell entschädigen sowie zweieinhalb Jahre Sozialdienst leisten. Im Juli 2009 wurde bekannt, dass das Gericht angeordnet hatte, dass Viatri einerseits den Sozialdienst ausschließlich in Argentinien ableisten dürfe und dass er andererseits das Land nicht über längere Zeit verlassen dürfe, ehe alle Stunden abgegolten seien. Gleichzeitig standen für ihn Transferangebote vom FK Dynamo Kiew und aus der Türkei im Raum, die er angesichts der Bewährungsvereinbarung ausschlagen musste.
In die Schlagzeilen kam Viatri dann noch einmal während der Weihnachtsfeiertage 2017 durch den unsachgemäßen Umgang mit Feuerwerkskörpern: Er feierte mit seiner Familie, als einer nahe seines Gesichtes explodierte, wobei er sich eine schwere Augenverletzung zuzog. Die medizinische Rehabilitation nahm mehrere Monate in Anspruch, sodass er erst im Juli 2018 wieder für den CA Peñarol auflaufen konnte.

### Sportliche Karriere

#### Vereine
Bereits seit seiner Jugend spielte er für den CA Boca Juniors aus der argentinischen Hauptstadt Buenos Aires – einen der größten und populärsten Vereine des Landes. Unmittelbar zu Beginn seiner Profikarriere wurde er an den ecuadorianischen Verein Club Sport Emelec verliehen, für den er im März und April 2007 vier Spiele in der Copa Libertadores absolvierte. Es folgte eine weitere kurze Leihe zur UA Maracaibo nach Venezuela, ehe Viatri am 17. Mai 2008 für den CA Boca Juniors in der argentinischen Primera División debütierte, als er beim 2:1-Sieg gegen den Racing Club in der letzten Minute eingewechselt wurde. In der Folge erhielt er – zunächst dank einer Verletzung Martín Palermos – mehr Einsatzzeit und entwickelte sich schließlich in den nächsten Jahren bis 2013 zu einem wichtigen Bestandteil in der Sturmreihe des Klubs. Er gewann mit den Azul y Oro zwei Meisterschaften und jeweils einmal die Copa Argentina und die Recopa Sudamericana. Hervorzuheben ist, dass er im Pokalendspiel gegen den Racing Club am 8. August 2012 in der 62. Minute den 2:1-Siegtreffer erzielte. Als er den Verein verließ, hatte er für ihn wettbewerbsübergreifend in Liga, Pokal und Kontinentalturnieren 133 Spiele absolviert, in denen ihm 31 Treffer gelungen waren.
Es folgten weitere, jeweils kurze Engagements in Mexiko, der Volksrepublik China, Argentinien und Uruguay. Am 11. August 2017 gab der uruguayische Spitzenclub CA Peñarol aus Montevideo die Verpflichtung Viatris bekannt. Für die Aurinegros lief er in vier Saisons wettbewerbsübergreifend insgesamt 104 Mal auf und erzielte dabei 21 Tore und bei ihnen beendete er 2022 auch seine Karriere, nachdem er mit dem Verein zwei Meisterschaften und die Premierenausgabe des uruguayischen Supercups gewinnen konnte.

#### Nationalmannschaft
Im Jahr 2011 trug Viatri bei drei Freundschaftsspielen das Trikot der argentinische Nationalmannschaft. Zunächst berief ihn Trainer Sergio Batista am 20. April für eine Partie gegen Ecuador, die mit einem 2:2-Unentschieden endete und in der er in der 43. Minute für den Torschützen Claudio Yacob eingewechselt wurde. Etwas mehr als einen Monat später folgte ein 4:2-Sieg der Albiceleste gegen Paraguay. Viatri ersetzte hierbei in der 77. Minute Enzo Pérez, der kurz zuvor ein Tor erzielt hatte. Batistas Nachfolger Alejandro Sabella setzte ihn dann noch einmal am 28. September beim „Superclásico de las Américas“ gegen Brasilien ein. Zwar stand er diesmal in der Startelf und spielte auch die kompletten 90 Minuten durch, allerdings ging das Spiel mit 0:2 verloren.

## Erfolge
- Argentinische Meisterschaft: 2008 (Apertura), 2011 (Apertura)
- Uruguayische Meisterschaft: 2017, 2018
- Copa Argentina: 2011/12
- Supercopa Uruguaya: 2018
- Recopa Sudamericana: 2008